# Josiah Hornblower
Josiah Hornblower (* 23. Februar 1729 in Staffordshire, England; † 21. Januar 1809 in Newark, New Jersey) war ein US-amerikanischer Politiker. In den Jahren 1785 und 1786 war er Delegierter für New Jersey im Kontinentalkongress.

## Werdegang
Josiah Hornblower war ein Sohn von Joseph Hornblower (1696–1762). Dieser war ein Pionier der Dampftechnologie. Er besuchte die öffentlichen Schulen seiner Heimat und studierte Maschinenbau und Mathematik. Seit 1745 absolvierte er eine Lehre bei seinem Bruder, der ebenfalls in der Dampfindustrie arbeitete und diese im Bergbau einsetzen wollte. Auf diese Weise wurde Josiah ein Experte sowohl für die Dampftechnologie als auch für den Bergbau. Im Jahr 1753 kam er auf Einladung von William Schuyler nach New Jersey. Dort baute er 1755 die erste Dampfmaschine in Amerika, die in den Kupferbergwerken Schuylers eingesetzt wurde. Für den Rest seines Lebens blieb Hornblower mit dem Maschinenbau und der Entwicklung der Dampftechnologie verbunden.
Er nahm aber auch an den politischen Vorgängen seiner Zeit teil. So diente er während des Siebenjährigen Krieges als Hauptmann in der Miliz von New Jersey. Allerdings nahm er an keinen Kriegshandlungen teil. Seit 1760 betrieb er auch ein Eisenwarengeschäft. Auch im Eisenwarenhandel war er sehr erfolgreich. In den 1770er Jahren schloss er sich der Revolutionsbewegung an. Zwischen 1779 und 1780 war er Abgeordneter der New Jersey General Assembly, deren Präsident er 1780 wurde. In den Jahren 1785 und 1786 vertrat er New Jersey im Kontinentalkongress. Danach setzte er seine früheren Tätigkeiten fort. Dabei gründete er das erste Brechwerk in Amerika. Zwischen 1798 und 1809 war er außerdem Bezirksrichter im Essex County. Ob er jemals Jura studierte, wird in den Quellen nicht erwähnt. Josiah Hornblower starb am 21. Januar 1809 in Newark.